# Это случилось на Пятой авеню
«Это случилось на Пятой авеню» (англ. It Happened on Fifth Avenue) — кинофильм режиссёра Роя Дель Рута, вышедший на экраны в 1947 году. Картина принимала участие в конкурсной программе Венецианского кинофестиваля и получила номинацию на премию «Оскар» за лучший литературный первоисточник. С годами лента приобрела статус классического рождественского фильма.

## Сюжет
На Пятой авеню — самой престижной улице Нью-Йорка — находятся особняки богатейших людей страны. В одном из домов, принадлежащем промышленнику Майклу Дж. О'Коннору, поселился бездомный Алоизиус Маккивер: пользуясь отсутствием хозяев, он проводит здесь уже третью зиму. Однажды он встречает в парке потерявшего жильё бывшего солдата Джима и приглашает того переждать тяжёлые времена в особняке. Как-то вечером Маккивер и Джим слышат подозрительный шум и застают в доме юную Труди, которую принимают за воровку. Они не подозревают, что это дочь самого О'Коннора, сбежавшая от отца, чтобы начать самостоятельную жизнь. Труди нравятся новые знакомые, поэтому, когда за ней является отец, она уговаривает того притвориться бедняком. Миллионер вынужден анонимно поселиться в собственном доме на правах обычного сквоттера...

## В ролях
- Дон Дефор — Джим Буллок
- Гейл Сторм — Труди О'Коннор
- Энн Хардинг — Мэри О'Коннор, мать Труди
- Чарльз Рагглз — Майкл Дж. О'Коннор, отец Труди
- Виктор Мур — Алоизиус Маккивер
- Грант Митчелл — Фэрроу, помощник мистера О'Коннора
- Эдвард Брофи — патрульный Сесил Фелтон
- Алан Хейл младший — Уайти Темпл
- Доротея Кент — Марджи Темпл, жена Уайти
- Эдвард Райан — Хэнк
- Кэти Картер — Элис, жена Хэнка